# Chilijskie Terytorium Antarktyczne
Chilijskie Terytorium Antarktyczne (hiszp. Territorio Chileno Antártico) – obszar na kontynencie Antarktydy i przyległych wyspach, uznawany przez Chile za część prowincji Antarktyka Chilijska i fragment terytorium państwa. W rzeczywistości roszczenia do tego obszaru, obejmującego m.in. część Półwyspu Antarktycznego zgłasza także Argentyna (Antarktyda Argentyńska) i Wielka Brytania (Brytyjskie Terytorium Antarktyczne); na mocy Traktatu antarktycznego na kontynencie nie może mieć miejsca działalność gospodarcza i wydobywcza.